# جاك نيومان
جاك نيومان (3 يوليو 1902 في نيوزيلندا - 23 سبتمبر 1996) (بالإنجليزية: Jack Newman)‏ هو لاعب كريكت نيوزلندي. شارك مع منتخب نيوزيلندا الوطني للكريكت.

## وصلات خارجية
- جاك نيومان على موقع إي آس بي آن كريك إنفو (الإنجليزية)